# لمور چنگال‌نشان کوه امبر
 لمور چنگال‌نشان کوه امبر (نام علمی: Phaner electromontis) نام یک گونه از سرده لمور چنگال‌نشان است.